# Сёмина, Тамара Петровна
Тама́ра Петро́вна Сёмина (Бохонова, в замужестве — Прокофьева; род. 25 октября 1938, Льгов, Курская область) — советская и российская актриса театра и кино, народная артистка РСФСР (1978).

## Биография
Тамара Сёмина родилась 25 октября 1938 года в городе Льгове в семье военнослужащего, командира танкового взвода Петра Фёдоровича Бохонова. В детство Тамары трагически ворвалась Великая Отечественная война — на фронте погиб отец. В 1942 году её мать, Тамара Васильевна, была эвакуирована с двумя маленькими детьми, позже приехала к бабушке с дедом в Брянск, где Сёмина пошла в школу.
В 1946 году мать встретилась с Петром Васильевичем Сёминым, который усыновил детей. Вскоре вся семья переехала в Калугу, ближе к матери отчима. Сёмина училась здесь в школе до 8 класса, затем пошла в школу рабочей молодёжи, где стала ученицей, библиотекарем и секретарём. Литературу ей преподавал Булат Окуджава. Поступила в Калужский пединститут, но забрала документы и уехала в Москву, приняв решение стать актрисой.
На вступительные экзамены во ВГИК документы уже не принимали, но декан актёрского факультета упросил комиссию сделать для Сёминой исключение. В 1956 году стала студенткой мастерской О. И. Пыжовой. Окончила ВУЗ в 1961 году.
На 1-м курсе Сёмина снималась в дипломных картинах молодых режиссёров и операторов. Она сыграла у А. Сахарова в эксцентрической комедии «Человек за бортом»; на 2-м курсе встретилась с Марленом Хуциевым в картине «Два Фёдора»; на 3-м курсе Т. Сёмина играла сложную драматическую роль в фильме «Всё начинается с дороги» В. Азарова.
Михаил Швейцер в 1959 году пригласил Сёмину на роль Катюши Масловой в экранизацию романа Льва Толстого «Воскресение». За эту роль читатели журнала «Советский экран» признали Сёмину лучшей актрисой 1961 года. В 1962 году на XV Международном кинофестивале в Локарно Сёминой, как лучшей актрисе, был присуждён приз ФИПРЕССИ. Она была признана лучшей актрисой и на кинофестивале в Мар-дель-Плата в Аргентине. При этом роль в «Воскресении» была дипломной работой Сёминой.
Снималась в фильмах «Коллеги» режиссёра А. Сахарова, «Порожний рейс» режиссёра В. Венгерова (оба — 1962), «День счастья» (1963) режиссёра И. Хейфица. А в 1965 году М. Швейцер пригласил Сёмину на роль в своей картине «Время, вперёд!», где она, как писали критики, «вырвалась на простор открытого актёрского темперамента» и проявила новые грани своего таланта: эксцентрику, тонкое чувство юмора. За героиню Сёминой пела Тамара Милашкина.
Во второй половине 1960-х — первой половине 1970-х снималась в фильмах «Человек, которого я люблю», реж. Ю. Карасик, «Совесть», С. Алексеев, «Чистые пруды», реж. А. Сахаров, «Любовь Серафима Фролова», реж. С. Туманов, «Один из нас», реж. Г. Полока, «Сохранившие огонь», «Расскажи мне о себе», реж. С. Микаэлян.
С 1961 года играла и на театральной сцене — в Театре-студии киноактёра. Там ею были сыграны несколько знаковых ролей, среди которых: Катерина в «Грозе» А. Островского, Валя Онищенко в «Русских людях» К. Симонова и др.
Снималась в телеэпопее «Вечный зов», где сыграла роль Анфисы, в фильмах «Безотцовщина» В. Шамшурина, «Трактир на Пятницкой» А. Файнциммера и «Матерь человеческая» Л. Головни.
Работала на дубляже иностранных фильмов: наиболее значительные её роли: дублирование польской актрисы Кристины Янды в картине «Любовники моей мамы», Анни Жирардо в «Руфи», Эдит Пиаф в фильме «Эдит Пиаф» и другие.
Снялась в комедии «Одиноким предоставляется общежитие» (1983).
В 2014 года вела ток-шоу «Дело ваше» на Первом канале.

## Личная жизнь и увлечения
Замуж вышла на 2-м курсе ВГИКа за своего сокурсника Владимира Прокофьева. В течение более чем тридцати лет Прокофьев дублировал фильмы на киностудии имени Горького. В начале 1990-х годов у него случился инсульт, и следующие 15 лет Сёмина посвятила уходу за супругом, который скончался 28 сентября 2005 года. Детей у Сёминой не было, она перенесла два выкидыша (мальчики), после сорока лет приняла решение больше не пытаться родить ребёнка.
В юности дружила с актёрами Николаем Крючковым, Борисом Андреевым, Всеволодом Санаевым, Марком Бернесом.
26 октября 2013 года Первый канал к 75-летию актрисы показал документальный фильм «Соблазны и поклонники»Тамара Сёмина. Соблазны и поклонники. Дата обращения: 22 января 2017. Архивировано 2 февраля 2017 года.</ref>.

## Общественная позиция
Из-за антивоенной позиции Аллы Пугачёвой Тамара Сёмина призвала запретить ей въезд в Россию, а всё её имущество конфисковать в пользу государства .

## Награды и звания
- Лучшая актриса 1962 года по опросу журнала Советский экран за роль Катюши Масловой в фильме «Воскресение».
- орден Трудового Красного Знамени (2 августа 1990) — за заслуги в развитии советского киноискусства[5].
- орден Почёта (7 апреля 2005) — за заслуги в области культуры и искусства, многолетнюю плодотворную деятельность[6].
- Заслуженная артистка РСФСР (26 ноября 1965) — за заслуги в области советского киноискусства[7].
- Народная артистка РСФСР (2 января 1978) — за заслуги в развитии советского киноискусства[8].
- 1962 год — МКФ в Локарно премия FIPRESCI лучшей актрисе (Тамара Сёмина).За роль Екатерины в фильме "Воскресение"

## Творчество

### Роли в кино
- 1958 — Два Фёдора — Наташа
- 1958 — Дорога на фестиваль
- 1959 — Всё начинается с дороги — Надя
- 1960 — Воскресение — Катюша Маслова
- 1962 — Коллеги — Даша
- 1962 — Порожний рейс — Арина
- 1963 — День счастья — Александра Николаевна Орлова
- 1963 — Крепостная актриса — Анастасия Батманова
- 1965 — Время, вперёд! — Оля Трегубова
- 1965 — Совесть — Валя
- 1965 — Чистые пруды — Анна Самохина, наборщица в типографии
- 1966 — Человек, которого я люблю — Саша
- 1967 — Они живут рядом — Тата, подруга Игоря
- 1967 — Про чудеса человеческие — Граня
- 1968 — Золотой телёнок — Раечка
- 1968 — Любовь Серафима Фролова — Настя Силина
- 1970 — Один из нас — Таня, немецкая шпионка
- 1970 — Сохранившие огонь — Феня, жена Семёна
- 1971 — Расскажи мне о себе — Ксения
- 1972 — Инженер Прончатов — Настя Колотовкина
- 1973 — Чёрный принц — Наталья Дмитриевна Ямцова, жена Тимофея Егоровича
- 1973 — 1983 — Вечный зов — Анфиса
- 1975 — Матерь человеческая — Мария
- 1976 — Безотцовщина — Тамара, мать Ольги
- 1977 — А у нас была тишина… — Ольга Муравьёва, мама Серёжи
- 1977 — Доброта — учительница Мария Николаевна
- 1977 — Трактир на Пятницкой — Ирина
- 1978 — Емельян Пугачёв — Софья Пугачёва
- 1979 — Опасные друзья — медсестра Анна Ивановна, жена Калинина
- 1980 — Дым Отечества — Авдотья
- 1980 — Холостяки — Лида Тюнина
- 1981 — Тайна записной книжки — Татьяна
- 1982 — Формула света — Наталья Васильевна
- 1983 — Найди на счастье подкову — Илинка
- 1983 — Одиноким предоставляется общежитие — воспитательница
- 1984 — Особое подразделение — Настя
- 1985 — Ещё люблю, ещё надеюсь — Агнесса
- 1986 — Вера — Анна
- 1987 — Загадочный наследник — Клавдия Ерёмина
- 1987 — Прощай, шпана Замоскворецкая… — мать Гавроша
- 1988 — Бомж. Без определённого места жительства — Тоня
- 1988 — Серая мышь — Серафима
- 1989 — Казённый дом — Ольга
- 1989 — Молодой человек из хорошей семьи — Светлана Сапогина, мать Валеры
- 1989 — Руфь (озвучивание Анни Жирардо) — Пианистка
- 1990 — Кошмар в сумасшедшем доме — Ксения Петровна Мухина
- 1990 — Убийство свидетеля — Татьяна Янкина, директор комиссионного магазина
- 1991 — Заряженные смертью — миссис Рэнклин, мать Джерри
- 1991 — Резиновая женщина — пьянчужка с аккордеоном
- 1991 — Непредвиденные визиты — Маргарита Петровна
- 1992 — Вверх тормашками — Мариночка
- 1992 — Звёзды на море — мать Наташи
- 1992 — Исполнитель приговора — Клавдия Александровна
- 1993 — Мир в другом измерении. Стресс — мать Юры
- 1993 — Твоя воля, Господи! — Нина Сергеевна
- 1993 — Шиш на кокуй! — Ниловна
- 1994 — Маэстро вор — Нина
- 1995 — Полифем, Акид и Галатея (озвучивание) — Афродита
- 1999 — Транзит для дьявола — Анна Ивановна Котова
- 2001 — Люди и тени. Секреты кукольного театра — мать Корешкова
- 2002 — Две судьбы — тётя Дуся
- 2003 — Пятый ангел — мать Тельнова
- 2003 — Next 3 — сумасшедшая
- 2003 — Участок — Зоя Павловна Синицина
- 2004 — Даша Васильева. Любительница частного сыска-3 — Бабанова
- 2004 — Джек-пот для Золушки — бабушка Наташи
- 2004 — Ландыш серебристый-2 — бабушка Васи
- 2004 — Сыщики-3 — Берестова
- 2005 — Тайная стража — мама Дональда
- 2006 — Заколдованный участок — Зоя Павловна Синицина
- 2007 — Прощайте, доктор Чехов! — Евгения Яковлевна Чехова
- 2008 — Батюшка — мать Романа и Степана
- 2009 — Райские яблочки. Жизнь продолжается — Арина
- 2010 — Золотая рыбка в городе N — соседка
- 2010 — Судмедэксперты — Полина Алексеевна
- 2010 — Химик — бабушка Дмитрия
- 2011 — Гюльчатай — Александра Матвеевна (Шурочка)
- 2011 — Зойкина любовь — мать Степана
- 2011 — Манна небесная — Тамара Филипповна Егозина
- 2011 — Обет молчания — Зоя Сергеевна
- 2011 — Охотники за бриллиантами — Зоя Фёдоровская
- 2011 — Хранимые судьбой — Бася
- 2011 — Яблоневый сад — Анна Андреевна
- 2012 — Бедные родственники — Ада Львовна
- 2012 — Маша и Медведь — Татьяна Георгиевна
- 2013 — Линия Марты — Марта Комиссарова
- 2013 — Первая любовь
- 2013 — Трое в Коми — Лидия Сергеевна
- 2013 — Я подарю тебе любовь — Ирина Петровна
- 2014 — Любимые женщины Казановы — Антонина Вениаминовна
- 2015 — Людмила Гурченко — бабушка Людмилы Гурченко
- 2015 — Медсестра — актриса Анастасия Максимовна Тягачёва
- 2015 — Непридуманная жизнь — Эсфирь Моисеевна
- 2015 — Уроки выживания — женщина в аэропорту
- 2016 — Дойти до ручки — прихожанка
- 2017 — Королева Марго — Серафима Сергеевна
- 2018 — Крымская сакура

### Озвучивание мультфильмов
- 1989 — Рождение Эрота — Афродита
- 1990 — Дафна — Афродита
- 1992 — Нимфа Салмака — Афродита
- 1996 — Полифем, Акид и Галатея — Афродита

## Документалистика
- Тамара Сёмина. Документальный фильм из цикла «Легенды мирового кино»
- «Тамара Сёмина. „Ни о чём не жалею“» («Первый канал», 2008)[9]
- «Тамара Сёмина. „Всегда наоборот“» («ТВ Центр», 2013)[10]
- «Тамара Сёмина. „Соблазны и поклонники“» («Первый канал», 2013)[11][12]
- «Тамара Сёмина. „Мне уже не больно“» («Первый канал», 2018)[13][14]